# 에슬링겐역
에슬링겐역(독일어: Esslingen)은 스위스 취리히주와 에크(Egg) 지자체의 기차역이다. 취리히 S-반 서비스 S18로 운영되는 취리히의 포어히 철도(FB)의 외곽 종점이다. 이 역은 포어히 철도이 운영하고 있으며, 3개의 터미널 플랫폼과 전체 지붕 아래에 버스 인터체인지가 있다. 에슬링겐 마을을 운행한다.
포어히 철도은 원래 길가 전기 트램 도로로 개통되었으며, 점차 현대적인 전철로 업그레이드되었다. 1912년과 1949년에 포어히 철도이 개장한 사이, 에슬링겐에서 1949년에 문을 닫은 또 다른 유사한 도로 트램인 우스터-외트빌 트램웨이(UOeB)와 연결되었다. 두 노선이 공유된 정류장은 뢰벤 거리(Löwenstrasse)와 우스터 거리(Usterstrasse) 교차로 근처의 기존 역 동쪽에 위치하며 여전히 레스토랑 반호프(Restaurant Bahnhof)의 존재로 유명하다. 이 라인의 종점은 1995년에 현재 사이트로 이전되었다.
오늘날 이 역은 우스터와 외트빌 암 제를 연결하고 UOeB를 대체하는 취리히제와 오버란트 통운 노선 842번 노선에서 버스와 인터체인지를 제공한다.